# Heinz Lorenz (Stenograf)

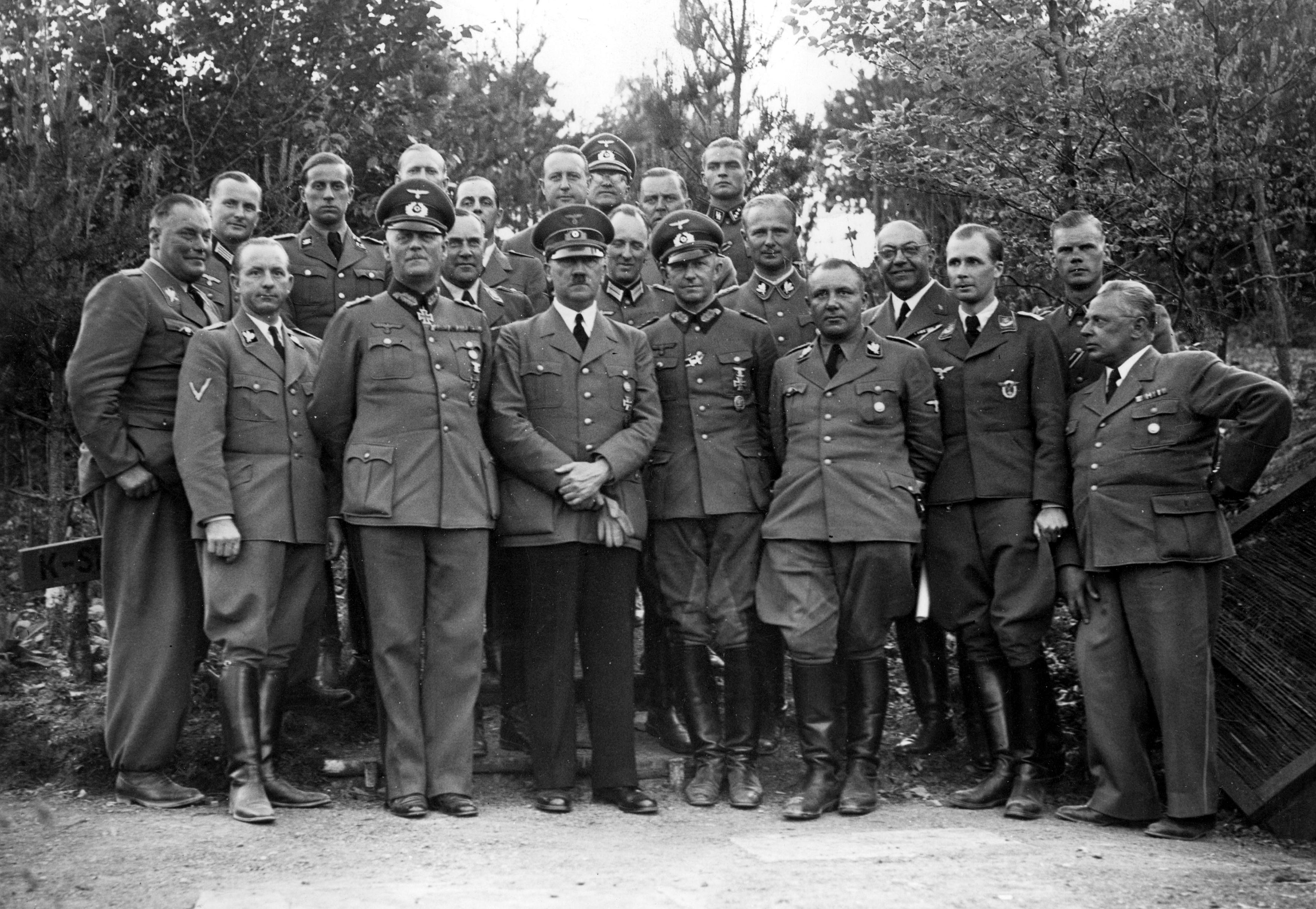
Heinz Lorenz, dritte Reihe, Dritter von links, im Stab von Adolf Hitler im Juni 1940 vermutlich in Eselsberg in Bad Münstereifel-Rodert, in der Nähe des „K-Standes“ des Führerhauptquartiers Felsennest

Heinz Lorenz (* 7. August 1913 in Schwerin; † 23. November 1985 auf der Fahrt von Bonn nach Düsseldorf) war ein deutscher Stenograf, Hauptschriftführer beim Deutschen Nachrichtenbüro (DNB) und als Adolf Hitlers Pressesekretär im Führerhauptquartier tätig. Er war einer der engsten Mitarbeiter des Reichspressechefs der NSDAP, Otto Dietrich und zuständig für die Außenpolitischen Berichte. Nach Absetzung Dietrichs folgte er ihm März 1945 als Pressechef nach. Er war einer der drei Boten mit Hitlers Testamenten. Er sollte das Politische Testament Adolf Hitlers an Karl Dönitz überbringen. Die Abholung aus dem eingekesselten Berlin per Wasserflugzeug scheiterte aber  und erst im November 1945 wurde bei einem Appell im Internierungslager Eselsheide bei ihm das ins Futter der Jacke eingenähte Testament gefunden.
1947 bis 1953 war Lorenz Privatsekretär im Haus Hugo Stinnes in Mühlheim, 1953 bis 1958 Parlamentsstenograph im Deutschen Bundestag, von 1958 bis 1978 Leiter des Stenographischen Dienstes des Bundesrates.